# Ischnodemus robustus
Ischnodemus robustus är en insektsart som beskrevs av Willis Blatchley 1926. Ischnodemus robustus ingår i släktet Ischnodemus och familjen Blissidae. Inga underarter finns listade i Catalogue of Life.